# Mariama Ouiminga
Mariama Ouiminga, född 24 januari 1970, är en friidrottare från Burkina Faso. Hon deltog vid olympiska sommarspelen 1988.